# Eisenbahnunfall von Wake
Bei dem Eisenbahnunfall von Wake (jap. 山陽線列車脱線転覆事故,  San’yō-sen ressha dassen tempuku jiko, dt. „Zugentgleisung und Kippunfall auf der San’yō-Strecke“) entgleiste am 15. Juni 1938 ein Nachtzug zwischen den Bahnhöfen Kumayama und Wake in der Präfektur Okayama, Japan. Dabei starben 25 Menschen.

## Ausgangslage
Der Zug 110 der Japanischen Staatsbahn (JNR) mit 14 Wagen, gezogen von einer Dampflokomotive der Baureihe C53, war von Shimonoseki nach Kyoto auf der zweigleisigen San’yō-Strecke unterwegs. Er war für diese Fahrt verlängert worden, um die Schüler der weiterführenden Grundschule Hashimoto aus der Präfektur Wakayama von einem Schulausflug nach Hause zu bringen.
Ein Taifun brachte in dieser Nacht schwere Regenfälle.

## Unfallhergang
Hochwasser unterspülte den Bahndamm zwischen den Bahnhöfen Kumayama und Wake. Das wurde von Streckenwärtern auch gemeldet. Daraufhin entschied die Betriebsleitung, den Eisenbahnverkehr zu unterbrechen. Die entsprechende Anweisung erreichte die Zugpersonale aber nicht mehr rechtzeitig. Der Schnellzug nach Shimonoseki fuhr in den beschädigten Streckenabschnitt hinein, die Lokomotive und vier Wagen (drei Personen- und ein Schlafwagen der dritten Klasse), die zu schwer für den unterspülten Oberbau waren, entgleisten, kippten um und fielen auch in das Lichtraumprofil des Gleises der Gegenrichtung. Dort näherte sich Zug 801, der vom Bahnhof Uno in Tamano nach Kyōto unterwegs war. Er fuhr gegen 3:56 Uhr in die Unfallstelle und die entgleisten Fahrzeuge hinein.

## Folgen
25 Menschen starben, 108 weitere wurden verletzt. Auch 61 Kinder des Schulausflugs befanden sich unter den Opfern. Die drei Lehrer, die die Schulkinder begleiteten, kamen ums Leben.